# مائوریتزیو ونتوری
مائوریتزیو ونتوری (انگلیسی: Maurizio Venturi؛ زادهٔ ۲ اکتبر ۱۹۵۷) بازیکن فوتبال اهل ایتالیا است.
از باشگاه‌هایی که در آن بازی کرده‌است می‌توان به باشگاه فوتبال کالیاری، باشگاه فوتبال آ.ث. میلان، باشگاه فوتبال پالرمو، و باشگاه فوتبال برشا اشاره کرد.